# Junior Eurovision Song Contest 2003
La prima edizione del Junior Eurovision Song Contest si è svolta il 15 novembre 2003 presso il Forum Copenaghen di Copenaghen, in Danimarca.
Il concorso si è articolato in un'unica finale condotta da Camilla Ottesen e Remee. È stato il primo programma dell'Eurovisione trasmesso in proporzione 16:9.
Il vincitore è stato Dino Jelusić per la Croazia con Ti si moja prva ljubav.

## Organizzazione
L'idea di organizzare un concorso canoro dedicato ai cantanti più giovani nacque dal MGP Nordic, un concorso scandinavo organizzato da Danmarks Radio e rivolto a partecipanti di età compresa tra gli 8 e i 15 anni. L'Unione europea di radiodiffusione (UER) scelse quindi di creare un concorso simile, inizialmente denominato Eurovision Song Contest for Children.
I presentatori sono stati Camilla Ottesen e Remee, sotto la supervisione esecutiva di Preben Vridstoft. Il regista è stato Arne J. Rasmussen. Si era vociferato inizialmente che il cantante irlandese Ronan Keating sarebbe stato uno dei presentatori, tuttavia la notizia è stata successivamente smentita.

### Scelta della sede
Vista l'esperienza con MGP Nordic l'UER chiese alla Danimarca di ospitare la prima edizione dell'evento, a cui furono invitati a partecipare tutti i membri dell'organizzazione. Nel novembre 2002 DR confermò che la sede sarebbe stata la capitale danese Copenaghen, rivelando nel gennaio 2003 che l'evento sarebbe stato ospitato dal Forum Copenaghen.

## Stati partecipanti

Stati partecipanti
| Stato                     | Artista            | Brano                  | Lingua     | Processo di selezione                                     |
| ------------------------- | ------------------ | ---------------------- | ---------- | --------------------------------------------------------- |
| Belgio                    | X!nk               | De vriendschapsband    | Olandese   | Eurosong for Kids 2003, 23 settembre 2003                 |
| Bielorussia               | Vol'ha Sacjuk      | Tancuj                 | Bielorusso | Constellation Festival, 9 ottobre 2003                    |
| Cipro                     | Theodōra Raftī     | Mia euchī              | Greco      | Interno, 14 settembre 2003                                |
| Croazia                   | Dino Jelusić       | Ti si moja prva ljubav | Croato     | Dječja Pjesma Eurovizije 2003                             |
| Danimarca (organizzatore) | Anne Gadegaard     | Arabiens drøm          | Danese     | MGP Junior 2003, 4 maggio 2003                            |
| Grecia                    | Nikolas Ganopoulos | Filoi già panta        | Greco      | Eurovision Junior 2003, 7 ottobre 2003                    |
| Lettonia                  | Dzintars Čīča      | Tu esi vasarā          | Lettone    | Bērnu Eirovīzija 2003, 9 giugno 2003                      |
| Macedonia                 | Marija & Viktorija | Ti ne me poznavaš      | Macedone   | Junior EuroSong 2003                                      |
| Malta                     | Sarah Harrison     | Like a Star            | Inglese    | Junior Song For Europe 2003                               |
| Norvegia                  | 2U                 | Sinnsykt gal forelsket | Norvegese  | Melodi Grand Prix Junior 2003                             |
| Paesi Bassi               | Roel Felius        | Mijn ogen zeggen alles | Olandese   | Junior Songfestival 2003                                  |
| Polonia                   | Katarzyna Żurawik  | Coś mnie nosi          | Polacco    | Junior Eurosong                                           |
| Regno Unito               | Tom Morley         | My Song for the World  | Inglese    | Junior Eurovision Song Contest: The British Final 2003    |
| Romania                   | Bubu               | Tobele sunt viața mea  | Rumeno     | Selecţia Naţională Eurovision Junior 2003, 7 ottobre 2003 |
| Spagna                    | Sergio             | Desde el cielo         | Spagnolo   | Eurojunior 2003                                           |
| Svezia                    | The Honeypies      | Stoppa mig!            | Svedese    | Lilla Melodifestivalen 2003, 5 ottobre 2003               |

## L'evento
La manifestazione si è svolta il 15 novembre 2003 alle 20:00 CET; vi hanno gareggiato i paesi debuttanti dell'edizione. Durante una conferenza stampa si è svolto un sorteggio per selezionare 15 paesi che avrebbero preso parte al concorso inaugurale con la Germania e Slovacchia, inseriti tra i partecipanti.
Tuttavia al seguito del ritiro di questi ultimi due paesi dalla partecipazione al concorso, sono stati sostituiti dalla Bielorussia e Polonia, a cui si aggiunse anche Cipro, portando la competizione ufficialmente a 16 partecipanti. Inizialmente anche la Finlandia era interessata a partecipare al concorso, ma alla fine la nazione trasmesse solo l'evento senza partecipare.
Negli Interval Acts si sono esibiti: le Sugababes, che hanno cantato Hole in the Head ed i Busted che si sono esibiti con Crashed the Wedding.
| Nº | Stato       | Artista            | Brano                  | Punti | Posizione |
| -- | ----------- | ------------------ | ---------------------- | ----- | --------- |
| 01 | Grecia      | Nikolas Ganopoulos | Filoi già panta        | 53    | 8         |
| 02 | Croazia     | Dino Jelusić       | Ti si moja prva ljubav | 134   | 1         |
| 03 | Cipro       | Theodōra Raftī     | Mia euchī              | 16    | 14        |
| 04 | Bielorussia | Vol'ha Sacjuk      | Tancuj                 | 103   | 4         |
| 05 | Lettonia    | Dzintars Čīča      | Tu esi vasarā          | 37    | 9         |
| 06 | Macedonia   | Marija & Viktorija | Ti ne me poznavaš      | 19    | 12        |
| 07 | Polonia     | Katarzyna Żurawik  | Coś mnie nosi          | 3     | 16        |
| 08 | Norvegia    | 2U                 | Sinnsykt gal forelsket | 18    | 13        |
| 09 | Spagna      | Sergio             | Desde el cielo         | 125   | 2         |
| 10 | Romania     | Bubu               | Tobele sunt viața mea  | 35    | 10        |
| 11 | Belgio      | X!nk               | De vriendschapsband    | 83    | 6         |
| 12 | Regno Unito | Tom Morley         | My Song for the World  | 118   | 3         |
| 13 | Danimarca   | Anne Gadegaard     | Arabiens drøm          | 93    | 5         |
| 14 | Svezia      | The Honeypies      | Stoppa mig!            | 12    | 15        |
| 15 | Malta       | Sarah Harrison     | Like a Star            | 56    | 7         |
| 16 | Paesi Bassi | Roel Felius        | Mijn ogen zeggen alles | 23    | 11        |

12 punti
| N. | A           | Da                            |
| -- | ----------- | ----------------------------- |
| 3  | Croazia     | Macedonia, Norvegia, Romania  |
| 3  | Regno Unito | Bielorussia, Danimarca, Malta |
| 2  | Bielorussia | Croazia, Polonia              |
| 2  | Danimarca   | Spagna, Svezia                |
| 2  | Spagna      | Lettonia, Regno Unito         |
| 1  | Belgio      | Paesi Bassi                   |
| 1  | Cipro       | Grecia                        |
| 1  | Grecia      | Cipro                         |
| 1  | Paesi Bassi | Belgio                        |

## Portavoce
- Grecia: Chloī Sofia Boletī
- Croazia: TBD
- Cipro:TBD
- Bielorussia:
- Lettonia: David Daurins
- Macedonia:TBD
- Polonia:TBD
- Norvegia:TBD
- Spagna: Jimmy Castro
- Romania:TBD
- Belgio: Judith Bussé
- Regno Unito: Sasha Stevens
- Danimarca:TBD
- Svezia: Siri Lindgren
- Malta:TBD
- Paesi Bassi: Aisa

## Trasmissione dell'evento e commentatori
| Paese       | Emittente | Stazione                | Commentatori                            | Note   |
| ----------- | --------- | ----------------------- | --------------------------------------- | ------ |
| Australia   | SBS       | SBS Television          | Nessuno                                 | [ 17 ] |
| Belgio      | VRT       | VRT TV1                 | Ilse Van Hoecke Bart Peeters            |        |
| Belgio      | RTBF      | RTBF La Deux            | Corinne Boulangier                      |        |
| Bielorussia | BTRC      | Belarus 1               | Denis Kur'jan                           |        |
| Cipro       | CyBC      | RIK 1                   | Sconosciuto                             |        |
| Croazia     | HRT       | HRT 1                   | Sconosciuto                             |        |
| Danimarca   | DR        | DR1                     | Nicolai Molbech                         |        |
| Estonia     | ERR       | ETV                     | Sconosciuto                             | [ 18 ] |
| Finlandia   | Yle       | Yle TV2                 | Henna Vänninen Olavi Uusivirta          | [ 16 ] |
| Germania    | ARD/ZDF   | KI.KA                   | Sconosciuto                             | [ 17 ] |
| Grecia      | ERT       | ERT1                    | Masa Fasoula Nikos Frantseskakīs        | [ 19 ] |
| Islanda     | RÚV       | Sjónvarpið              | Sconosciuto                             | [ 20 ] |
| Lettonia    | LTV       | LTV1                    | Kārlis Streips                          | [ 21 ] |
| Macedonia   | MRT       | MTV 1                   | Milanka Rašik                           |        |
| Malta       | PBS       | TVM                     | Sconosciuto                             |        |
| Norvegia    | NRK       | NRK1                    | Stian Barsnes Simonsen                  |        |
| Paesi Bassi | NPO       | Nederland 1             | Angela Groothuizen                      |        |
| Polonia     | TVP       | TVP2                    | Jarosław Kulczycki                      |        |
| Regno Unito | ITV       | ITV1                    | Mark Durden-Smith Tara Palmer-Tomkinson | [ 22 ] |
| Romania     | TVR       | TVR1                    | Ioana Isopecu Alexandru Nagy            |        |
| Spagna      | TVE       | TVE1, TVE Internacional | Fernando Argenta                        |        |
| Svezia      | SVT       | SVT1                    | Victoria Dyring                         |        |

## Stati non partecipanti
- Finlandia: l'emittente finlandese Yle aveva espresso interesse di partecipare al concorso. Tuttavia, alla fine la partecipazione non venne mai concretizzata ma ha comunque trasmesso l'evento.[16]
- Germania: inizialmente inserita nella rosa dei partecipanti, la nazione si è successivamente ritirata ma ha comunque trasmesso l'evento.[18]
- Irlanda: a seguito del ritiro di Germania e Slovacchia, l'UER ha inviato l'emittente RTÉ a prendere parte al concorso. Tuttavia, il paese ha declinato l'invito a partecipare alla manifestazione.[23]
- Israele: a seguito del ritiro di Germania e Slovacchia, l'UER ha inviato l'emittente IBA a prendere parte al concorso. Tuttavia, il paese ha declinato l'invito a partecipare alla manifestazione.[24]
- Slovacchia: inizialmente inserita nella rosa dei partecipanti, la nazione si è successivamente ritirata per motivi non specificati.[18]